# Майкл Співак
Майкл Девід Співак (25 травня 1940 – 1 жовтня 2020) — американський математик, що спеціалізувався на диференціальній геометрії, популяризатор математики та засновник видавництва Publish-or-Perish Press. Співак є автором п'ятитомної праці A Comprehensive Introduction to Differential Geometry, за яку він отримав премію Лероя П. Стіла за науково-популярні праці у 1985 році.

## Біографія
Співак народився в Квінзі, Нью-Йорк. У 1960 році він отримав ступінь бакалавра мистецтв (A.B.) у Гарвардському університеті, а у 1964 році здобув ступінь доктора філософії (Ph.D.) у Прінстонському університеті під керівництвом Джона Мілнора, захистивши дисертацію на тему Простори, що задовольняють Двоїстість Пуанкаре. Після цього Співак викладав як штатний лектор математики в Брандейський університет, під час чого написав Calculus on Manifolds: Сучасний підхід до класичних теорем з просунутого аналізу, яку пізніше переклали на польську, іспанську, японську та російську мови. У 1967 році він виграв річну стипендію Національного наукового фонду до Інституту перспективних досліджень Прінстона, після чого Співак повернувся до Брандейського університету як доцент кафедри математики до 1970 року. В останній рік на посаді доцента він опублікував перші два томи «того, що стане п'ятитомною працею під назвою Comprehensive Introduction to Differential Geometry.» У 1985 році Співак отримав премію Лероя П. Стіла за цей п'ятитомник.
У 2004 році Співак читав лекції з елементарної фізики. Книга Співака, Physics for Mathematicians: Mechanics I (опублікована 6 грудня 2010 року), містить матеріали цих лекцій та додаткову інформацію. Співак також був дизайнером шрифтів MathTime Professional 2 (які широко використовуються в академічних публікаціях) і творцем телевізійного серіалу Science International.
Співак помер 1 жовтня 2020 року. У нього залишилися сестра Сьюзан Співак і давній партнер Майкл Крамер, з яким він познайомився у 1997 році.

## Особисте життя
Співак був геєм. Він зустрів свого партнера, Майкла Крамера, у 1997 році.

## Творчість
Його п'ятитомна праця Всеосяжний вступ до диференціальної геометрії є однією з найбільш впливових та відомих його робіт. Головною педагогічною метою цієї праці, як зазначено у її передмові, було пояснення для аспірантів часто незрозумілих взаємозв'язків між класичною диференціальною геометрією — інтуїтивною з геометричної точки зору, але неточною — та її сучасним варіантом, який характеризується точними, але неінтуїтивними алгебраїчними визначеннями. У кількох випадках, найбільш помітно в Томі 2, Співак «перекладає» класичну мову, якою користувалися б Гаус або Ріман, на абстрактну мову, яку може використовувати сучасний диференціальний геометр. У 1985 році Співаку було присуджено Премію Лероя П. Стіла за авторство цієї праці.
Співак також є автором кількох відомих підручників для студентів. Серед них його підручник Математичний аналіз, який підходить до вступу до аналізу з теоретичної точки зору і містить докази багатьох теорем, які в більшості інших вступних підручників подаються без доведення. Співак визнав у передмові до другого видання, що ця робота, можливо, є більше вступом до математичного аналізу, ніж підручником з аналізу. Ще одним з його відомих підручників є Математичний аналіз на многовидах, короткий (146 сторінок), але точний і сучасний виклад Числення багатьох змінних, доступний для підготовлених студентів.
Співак також написав Радість TeX: Гурманський гід по набору з використанням пакету макросів AMS-TeX і Путівник автостопом по математичному аналізу. Книга Теорія Морса, написана науковим керівником Співака під час його аспірантури, Джоном Мілнором, була заснована на конспектах лекцій, складених Співаком і Робертом Веллсом (про це згадується на титульній сторінці буклету).

### Займенники Співака
Співак використовував набір англійських гендерно-нейтральних займенників: e/em/eir у своїй книзі Радість TeX, які часто називають займенниками Співака. Співак заявив, що він не є автором цих займенників.